# Lavotsjkin La-11
De Lavotsjkin La-11 (Russisch: Лавочкин Ла-11; NAVO-codenaam: Fang) was een door Lavotsjkin ontworpen Sovjet-gevechtsvliegtuig van net na de Tweede Wereldoorlog.

## Ontwikkeling
Een van de aanbevelingen van de regering na het testen van de Lavotsjkin La-130 (prototype van de Lavotsjkin La-9) was om het toestel verder te ontwikkelen tot een langeafstandsescortejager. Dat resulteerde in het La-134-prototype, soms aangeduid als La-9M, met vergrote brandstof- en oliecapaciteit. De bewapening werd gereduceerd tot drie kanonnen. Het prototype vloog voor het eerst in mei 1947. Het tweede prototype, La-134D, had een met 275 liter vergrote brandstofcapaciteit door vleugeltanks en externe tanks. Het vliegtuig kreeg grotere wielen om het gewicht te dragen. Zo werden er extra voorzieningen geïnstalleerd voor de langere vluchten, zoals dikkere stoelen, armsteunen en een urinoir. Daarnaast werd ook nog radionavigatie geplaatst. Niet verrassend gingen hierdoor de prestaties achteruit. Het bleek dat het toestel slecht was in gevechten hoger dan 7000 meter. De nieuwe jager, aangeduid La-11, kwam in 1947 in productie. Aan het einde van de productie in 1951 waren 1182 toestellen gebouwd.

## Operationele geschiedenis
Het eerste gedocumenteerde gevecht van de La-11 vond plaats op 8 april 1950 toen vier Sovjettoestellen een Amerikaanse Consolidated PB4Y-2 Privateer neerschoten boven de Oostzee waarbij alle tien bemanningsleden omkwamen. Later in hetzelfde jaar schoten La-11's een Lockheed P-2 Neptune neer. Vanaf juli 1950 vlogen La-11's gevechtsmissies boven Noord-Korea. 
Het hoofddoel van de jagers tijdens de Koreaanse Oorlog was de Douglas A-26 Invader nachtbommenwerper, al vonden er ook schermutselingen plaats met North American P-51 Mustangs. Pogingen om de B-29 Superfortress te onderscheppen bleken vruchteloos. De La-11 had 26 minuten nodig om op de kruishoogte van de B-29 te komen en eenmaal daar had hij maar een snelheidsvoordeel van 20 km/h waardoor de B-29 zijn belager makkelijk kon afweren door een geleidelijke duik te maken.